# Неджд и Хиджаз
Королевство Неджд и Хиджаз (араб. مملكة الحجاز ونجد‎) — государство на Аравийском полуострове, образованное после того, как королевство Хиджаз в 1920-х было завоёвано Недждом. 8 января 1926 года султан Неджда Абдель Азиз ибн Сауд был коронован в Большой мечети Мекки как король Хиджаза. 29 января 1927 года он принял также титул «король Неджда» (вместо прежнего «султан»). По договору в Джидде, подписанному 20 мая 1927 года, государство Абдул Азиза было признано Великобританией и получило название «Королевство Неджд и Хиджаз».
23 сентября 1932 года регионы Неджд, Хиджаз, Эль-Хаса и Катиф были объединены в новое единое королевство, получившее название Саудовская Аравия.

## Международные отношения
Благодаря тесным связям с Великобританией Абдул Азиз мог продолжать экспансионистскую политику, используя британскую военную помощь. Из-за этого Неджд и Хиджаз был исключён из Лиги наций.
Королевство Неджд и Хиджаз было признано Советским Союзом в 1926 году. СССР стала первой страной, признавшей новое государство и Абдул-Азиза ибн Сауда, что стало дипломатической победой первого полпреда СССР в арабских странах Карима Абдрауфовича Хакимова.
Газета «Умм-Аль-Кура» (أم القرى ), издаваемая в городе Мекка, опубликовала в номере от 3-го Шаабана 1344 года хиджры (16 февраля 1926 года) следующее сообщение:
Король получил Третьего Шаабана 1344 года хиджры письмо следующего содержания от полпреда и консула России:
Его Величеству
королю Хиджаза и султану Неджда и присоединённых областей.
...Следуя указанию моего Правительства, я имею честь проинформировать Ваше Величество, что Правительство Советской Республики, согласно базовым принципам уважения независимости и свободы наций и учитывая волю народа Хиджаза, проявленной в баяте (присяге) Вашему Величеству как королю Хиджаза, признаёт Ваше Величество как Короля Хиджаза и Султана Неджда и присоединённых областей...
Следовательно Советское Правительство считает, что находится в соответствующих дружеских отношениях с Правительством Вашего Величества.
В заключение, примите, пожалуйста, мои заверения в самом искреннем уважении,
КАРИМ ХАКИМОВ, 

полномочный представитель Советской Республики и генеральный консул в Джидде
Соединённые Штаты Америки признали новое государство в 1931 году.
К 1932 году дипломатические миссии в Джидде имели Великобритания, СССР, Турция, Персия и Нидерланды; Франция, Италия и Египет имели неофициальных представителей.